# Machiko Hasegawa
Machiko Hasegawa (jap. 長谷川 町子 Hasegawa Machiko; ur. 30 stycznia 1920, zm. 27 maja 1992 w Taku, prefektura Saga) – pierwsza Japonka i jedna z pierwszych kobiet, które rysowały i tworzyły mangi. 

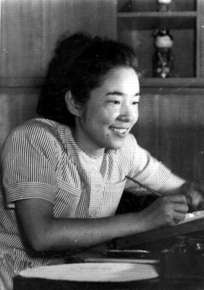
Machiko Hasegawa (1950)

W 1946 roku, rozpoczęła publikowanie odcinkowej (comic strip) mangi Sazae-san, co trwało do 1974, gdy zdecydowała się na przejście na emeryturę. 
Mangi Hasegawy sprzedały się w samej Japonii w 60 milionach egzemplarzy. 

## Prace
- Sazae-san